# غيلوم داهو
غيلوم نيكايس داهو (20 ديسمبر 1994 بكوت ديفوار - ) هو لاعب كرة قدم إفواري في مركز الهجوم في نادي الأنوار السعودي.

## مسيرة اللاعب
لعب سابقاً في أفريكا سبورتس ونادي الوداد المغربي ونادي الراسينغ المغربي والأهلي الليبي واحترف في السعودية في نادي التقدم ونادي الجندل ونادي بيشة ونادي النهضة ونادي عرعر ونادي الأنوار.

## روابط خارجية
غيلوم داهو على موقع الاتحاد الدولي (مؤرشف)  (الإنجليزية)
- غيلوم داهو على موقع قاعدة بيانات كرة القدم.إي يو (الإنجليزية)
- غيلوم داهو على موقع ناشيونال فوتبول تيمز (الإنجليزية)